# Еріх Кох

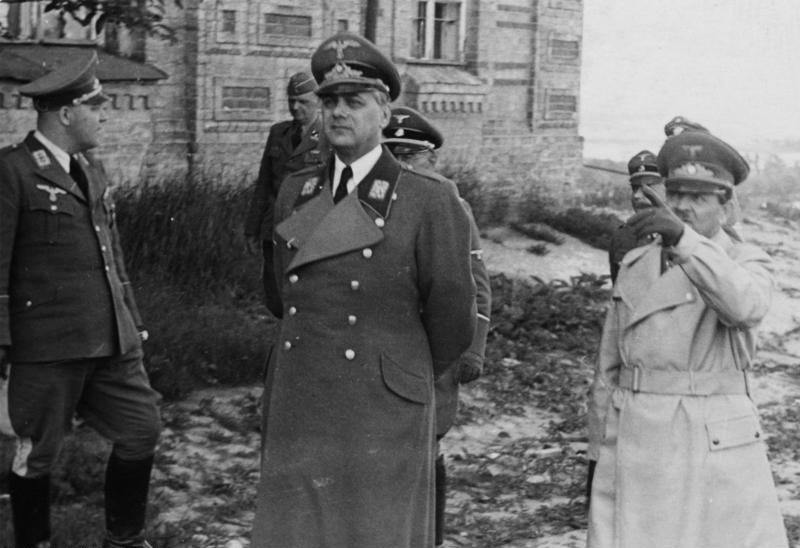
Розенберг і Кох (праворуч) в Києві

Е́ріх Кох (нім. Erich Koch; 19 червня 1896, Ельберфельд, Рейнська провінція, Німецька імперія — 12 листопада 1986, державна в'язниця в Барчево, Польська Народна Республіка) — німецький державний діяч, вищий партійний функціонер НСДАП та засуджений воєнний злочинець.
У 1942—1944 обіймав посаду райхскомісара України.

## Життєпис

### Ранні роки
Народився у Рейнській провінції в родині робітника (потім майстра) кавової фабрики Густава Адольфа Коха (Gustav Adolf Koch ; 1862—1932) і його дружини Генрієтти, уродженої Маттес (Henriette Matthes ; 1863—1939). Крім Еріха в сім'ї було ще троє дітей, які виховувалися в суворій лютеранської традиції.
Навчався в початковій і середній школі. Через брак у батьків коштів був змушений в 1912 році піти не в університет, а в торгове училище при ельберфельдській друкарні Dietz & Co. Пропрацювавши три роки в друкарні, 1 травня 1914 року вступив на роботу на залізницю. Спочатку був робочим, потім стрілочником і телеграфістом.
У 1915 році вступив добровольцем (за іншими даними був покликаний) в армію і служив спочатку в 146-ом піхотному полку в Алленштані, а потім, в 1916—1918 рр., — В 401-ом піхотному полку на Східному фронті. За час боїв не був поранений і не піднявся вище солдатського рангу. За власними словами, в окопах під Барановичами під впливом старшого товариша став переконаним соціалістом.

### Кар'єра в нацистській партії
З 1919 по 1926 рік працював на залізниці в управлінні Імперських залізниць в Ельберфельді асистентом залізничної служби. У 1921 році служив в сілезькому добровольчому корпусі Россбаха. У 1922 вступив в НСДАП (партійний номер 90), був одним з керівників партійної організації Рура, в 1922–1923 роках — обласний скарбник.
У 1923 брав активну участь в антифранцузьких акціях в Рейнській області, за що був заарештований французькою владою. 22 березня 1926 року вдруге вступив в НСДАП. Зважаючи на свою активності в НСДАП був звільнений з державної служби і став обласним скарбником гау Рур, одночасно з 1927 — заступник гауляйтера Рура. У період розгрому опозиції був 23 липня 1928 року виключений з партії, але незабаром відновлений.
У 1926 році вперше зустрівся і незабаром познайомився з Гітлером. Як свідчив Отто Бройтігам, німецький дипломат, майбутній близький співробітник Альфреда Розенберга, низький, щільно збитий Кох відчував комплекс неповноцінності щодо своєї зовнішності і навіть став носити вуса в стилі Гітлера.
З 1 жовтня 1928 року до розгрому німецьких військ в 1945 році — гауляйтер Східної Пруссії. З 1929 року — член ландтагу Східної Пруссії, керівник фракції НСДАП в ландтазі. У 1930 році заснував «Preußische Zeitung» («Прусську газету»). З 14 вересня 1930 року — депутат рейхстагу . З вересня 1933 року — оберпрезидент Східної Пруссії.

### Роки війни
З 1 серпня 1941 по січень 1945 очолював цивільну адміністрацію Округи Білосток. З 9 травня 1942 по 10 листопада 1944 обіймав посаду райхскомісара України.
З 16 листопада 1942 — імперський комісар оборони Східної Пруссії. Керував евакуацією цивільного населення Східної Пруссії під час наближення радянських військ.
Відомий своєю жорстокістю і брутальністю, мав серед керівництва НСДАП та німецьких військових славу «другого Сталіна». Також його називали «ерцгерцог Еріх» — така велика була підконтрольна йому територія. Альфред Розенберг рекомендував Коха на посаду райхскомісара Росії, де окупаційний режим мав бути жорсткішим, ніж на іншій території Радянського Союзу, але за прямим розпорядженням Гітлера був призначений райхскомісаром України.

#### Геноцид українців
Його правління в окупованій Україні відзначалося винятковою жорстокістю. Вважав Україну не національним, а територіальним поняттям. Відповідно до цієї позиції вибрав столицею Райхскомісаріату України місто Рівне. Вважав українців «недолюдьми» (нім. Untermenschen). Спричинив смерть близько 4 мільйонів людей в Україні. Ще 2,5 млн чол. за час його правління були депортовані до Німеччини, де працювали як «остарбайтери». Під його керівництвом нещадно експлуатувалися природні багатства України, пограбовано і вивезено до Німеччини величезну кількість пам'яток культури тощо. Виступив із ініціативою закрити в Україні усі школи, залишивши лише чотирикласні. Пропозицію Коха підтримав Гітлер.
Д. Мєдвєдєв, в книзі «Сильні духом», приписує Еріху Коху такі слова:
«Мені потрібно, щоб поляк при зустрічі з українцем вбивав українця і, навпаки, щоб українець вбивав поляка. Якщо до цього по дорозі вони пристрелять єврея, це буде саме те, що мені потрібно … Деякі надзвичайно наївно уявляють собі германізацію. Вони думають, що нам потрібні росіяни, українці і поляки, яких ми змусили б говорити німецькою. Але нам не потрібні ні росіяни, ні українці, ні поляки. Нам потрібні родючі землі. (Д. М. Медведєв, „Сильні духом“)». Ми народ панів і повинні жорстко і справедливо правити. Я вийму з цієї країни все до останнього. Ми повинні усвідомлювати, що найдрібніший німецький працівник расово і біологічно в тисячу разів перевершує місцеве населення (5 березня 1943 року, Hans-Erich Volkmann (Hrsg.), Das Russlandbild im Dritten Reich (Образ Росії в Третьому Рейху), Köln 1994 стор. 43).
При наближенні Червоної армії на Східну Пруссію керував евакуацією цивільного населення. 25 листопада 1944 р очолив фольксштурм гау. На початку березня 1945 р переніс свій штаб з обложеного Кенігсберга в Піллау, звідки 24 квітня втік літаком на Хельську косу і 27 квітня на криголамі «Східна Пруссія» покинув територію гау.
Приплив 29 квітня в Засниц, вже наступного дня Кох перебрався в Копенгаген, а звідти 5 травня — у Фленсбург, де, за свідченням рейхсміністра Альберта Шпеєра, з'явився до нового рейхспрезидента Карла Деніца й зажадав надати в його розпорядження підводний човен, щоб поплисти на ньому в Південну Америку, на що отримав категоричну відмову.

### Після війни: арешт, суд, останні роки

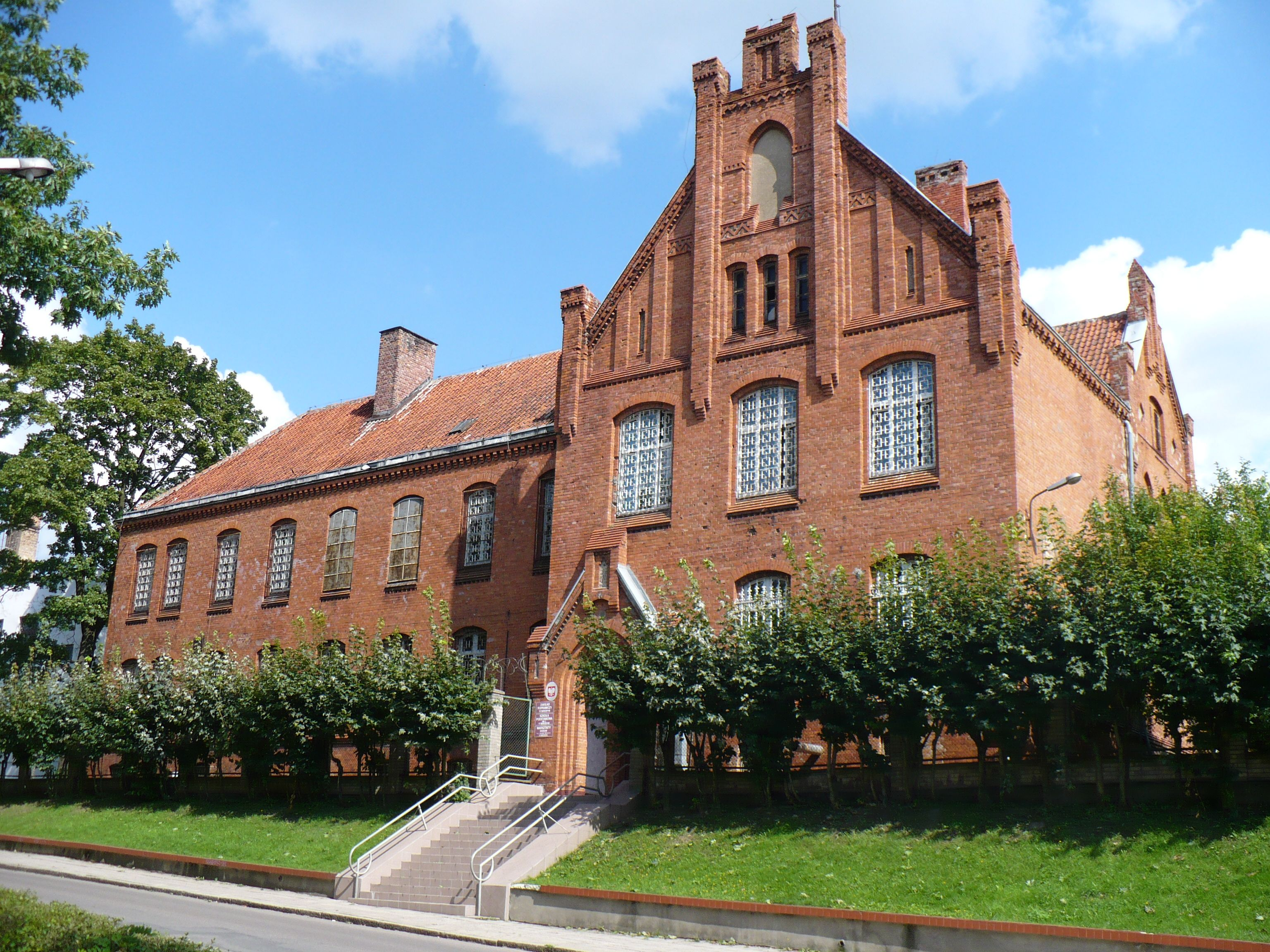
В'язниця в Барчево

Після поразки Німеччини перебував під чужим ім'ям у британській зоні окупації. Займався сільським господарством і жив від врожаю своєї невеликої ділянки саду, яку він обробляв, а після грошової реформи 1948 року він отримував допомогу з безробіття в розмірі 18 марок. Обидві ділянки землі, які належали йому в західній зоні окупації, не могли бути ним використані зі зрозумілих причин. Під час арешту Кох мав при собі майже 250 марок, що становило значну суму для безробітного, який нібито не мав засобів до існування.
У тому, що його впізнали, був винен сам. Колишній так званий Reichsredner (тобто високопоставлений пропагандист) не втримався, виступив на зборах біженців і був висунутий на пост керівника цих зборів, при цьому був пізнаний. Вже ввечері того ж дня по нього прийшов британський офіцер у супроводі співробітника німецької кримінальної поліції. У травні 1949 року його виявлено британською контррозвідкою та передано радянській окупаційній адміністрації.
Уряд СРСР передав Еріха Коха Польщі для судового процесу за злочини, які він скояв на посаді гауляйтеру Східній Прусії. Був засуджений до страти 9 травня 1959 року, але вирок не було виконано, формально з огляду на слабке здоров'я Коха.

## Нагороди

### Міжвоєнний період
- Сілезька бойова відзнака 2-го класу
- Угорська пам'ятна медаль для ветеранів війни з мечами
- Почесний хрест ветерана війни з мечами
- Золотий партійний знак НСДАП (1933)
- Медаль «За вислугу років в НСДАП» у сріблі (1937) та бронзі (1932) (15 років)
- Почесний знак «10 років Союзу імені Шлагетера» (1938)
- Почесний кут старих бійців (1938)
- Знак гау (Східна Пруссія) (1938)
- Генеральний знак гау 1923
- Медаль «У пам'ять 13 березня 1938 року»
- Медаль «У пам'ять 1 жовтня 1938»

### Друга світова війна
- Данцизький хрест 1-го класу (1939)
- Хрест Воєнних заслуг 2-го класу (1940)
- Хрест Воєнних заслуг 1-го класу (21 вересня 1940)
- Золотий почесний знак Гітлер'югенду з дубовим листям
- Почесний знак «За турботу про німецький народ» 2-го класу